# Yannick Piquet

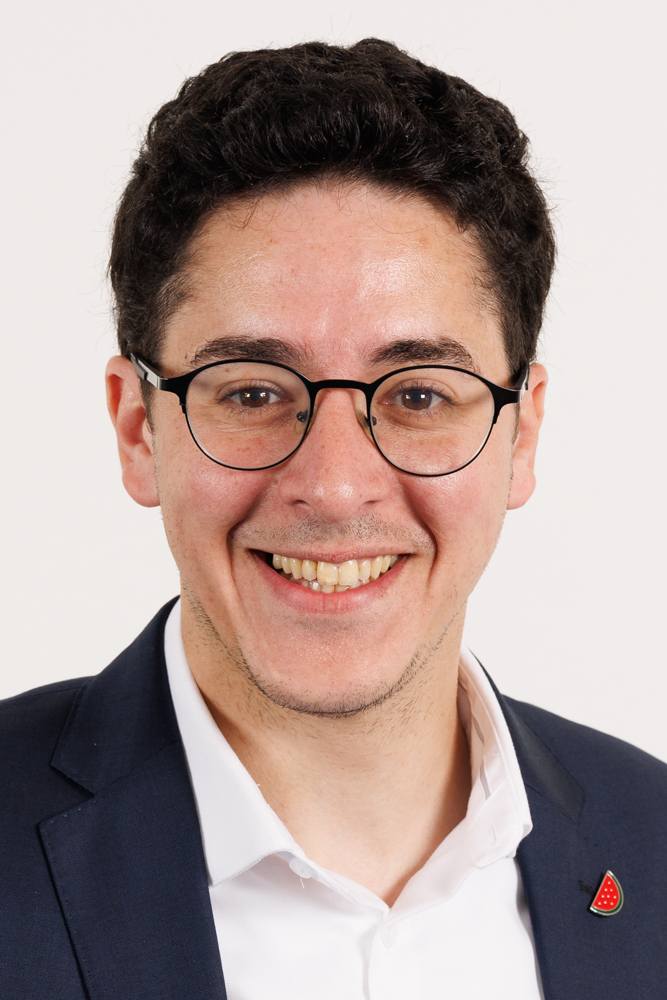
Yannick Piquet

Yannick Piquet (Elsene, 21 augustus 1989) is een Belgisch politicus voor de PS.

## Biografie
Piquet behaalde in 2013 een master in de politieke wetenschappen en de internationale betrekkingen aan de ULB. 
Hij was van 2014 tot 2020 bestuurder bij de Brusselse Gewestelijke Huisvestingsmaatschappij, van 2014 tot 2015 projectmanager van het platform voor studentenhuisvesting van de ULB en van 2015 tot 2019 directeur van het Brusselse platform voor studentenhuisvesting, een samenwerkingsverband van verschillende Brusselse universiteiten en hogescholen om de huisvesting voor studenten uit te breiden en te verbeteren. Van september 2019 tot november 2021 was Piquet tevens medewerker op het kabinet van Nawal Ben Hamou, staatssecretaris voor Huisvesting in de Brusselse Hoofdstedelijke regering.
Tijdens zijn studies sloot hij zich aan bij de PS en werd hij actief in de jongerenafdeling, de Mouvement des Jeunes Socialistes (MJS). Van 2014 tot 2019 was Piquet voorzitter van de Brusselse federatie van de MJS.
Sinds de verkiezingen van oktober 2018 is hij gemeenteraadslid van Elsene. Drie jaar later, in november 2021, werd hij schepen van de stad, bevoegd voor Openbare Werken en Netheid van Gebouwen, hetgeen hij bleef tot in juli 2024.
Na de Brusselse gewestverkiezingen van juni 2024 kwam Piquet in het Brussels Hoofdstedelijk Parlement terecht als opvolger van Nawal Ben Hamou, die als ontslagnemend Brussels staatssecretaris niet in deze assemblee mocht zetelen. Hierdoor diende hij ontslag te nemen als schepen van Elsene. Piquet bleef Brussels Parlementslid tot in februari 2025, toen Karine Lalieux na haar afloop van haar federaal ministerschap opnieuw in deze assemblee ging zetelen.